# 와디피라주

와디피라주

와디피라주(프랑스어: Région du Wadi Fira, 아랍어: منطقة وادي فيرا)는 차드 동부에 위치한 주로, 주도는 빌탱이며 3개 현(빌탱현, 다르타마현, 코베현)을 관할한다.